# Carbonylfarbstoffe
Carbonylfarbstoffe sind Farbstoffe, die als gemeinsames Strukturelement mindestens zwei konjugierte Carbonylgruppen aufweisen. Sowohl die Anthrachinonfarbstoffe als auch die indigoiden Farbstoffe gehören zur Gruppe der Carbonylfarbstoffe.
Die wichtigsten Naturfarbstoffe – Indigo, Purpur, Alizarin und Karmin – besitzen diese Teilstruktur. Die wichtigsten synthetischen Carbonylfarbstoffe basieren auf Anthrachinon.
Die wesentlichen Vorteile der Carbonylfarbstoffe sind zum einen die in der industriellen Anwendung vorteilhafte Möglichkeit, die Carbonylgruppen zu wasserlöslichen Dienolen zu reduzieren (→Küpenfarbstoffe). Zum Andern kann durch Einführung geeigneter Elektronendonor-Substituenten das Absorptionsmaximum der resultierenden Farbstoffe in nahezu jeden Bereich des VIS Spektrums verschoben werden.